# Дитизела
Дитизела (др.-греч. Διντιζίλα) — супруга царя Вифинии Никомеда I.

## Биография
Дитизела была родом из Фригии. Она стала первой женой Никомеда I. По мнению историка О. Л. Габелко, имя и происхождение Дитизелы свидетельствует о том, что правитель Вифинии не рассматривался эллинистическими царями, имеющими македонское происхождение, в качестве равноправного по статусу для того, чтобы заключить династический союз. По всей видимости, этот брак был совершён до первой половины 70-х годов и способствовал повышению авторитета Никомеда среди представителей местной знати, что могло дать преимущество старшему сыну Зипойта в ходе борьбы за власть со своими братьями.
Дитизела родила Никомеду сыновей Зиаила, Прусия и дочь Лисандру.
В сочинении Арриана «Вифиника» в передаче Иоанна Цеца содержится рассказ об обстоятельствах трагической смерти Дитизелы. У Никомеда был огромный пес молосской породы, очень преданный своему хозяину. Однажды Дитизела играла с мужем, и собака, посчитав, что совершается покушение на её хозяина, напала на царицу. От нанесённых ран несчастная умерла на руках своего супруга и была с великими почестями похоронена в гробнице в Никомедии. Об этих же драматических событиях вкратце повествует и Плиний Старший, называя первую жену Никомеда именем Косингис. Габелко высказал предположение о том, что сообщение римского автора было искажено при переписи, и что супруга Никомеда была его близкой родственницей.